# Ellen Gulbranson

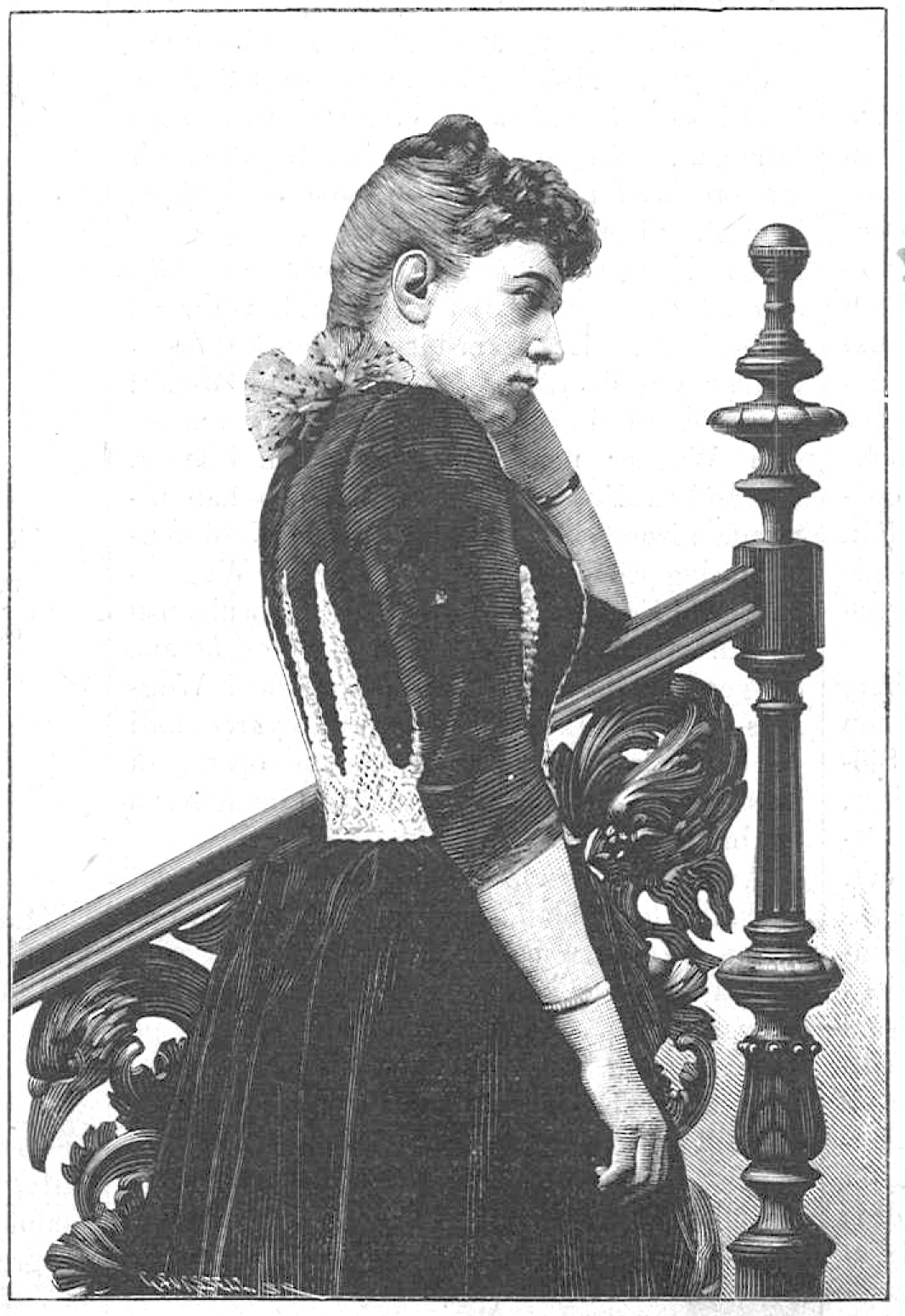
Ellen Gulbranson, 1890

Ellen Maria Elizabeth Gulbranson (geb. 4. März 1863 in Stockholm als Ellen Nordgren; gest. 2. Januar 1947 in Oslo) war eine schwedisch-norwegerische Opernsängerin. Ihre Stimmlage war im Bereich von Sopran und Mezzosopran.

## Leben und Wirken
Gulbranson studierte von 1880 bis 1883 an der Königlichen Musikhochschule Stockholm bei Julius Günther und anschließend in Paris bei Ellen Kenneth sowie Mathilde Marchesi und deren Tochter Blanche. Letztere war es, die Gulbransons Stimme vom Mezzosopran zum Dramatischen Sopran führte. Sie gab ihr Operndebüt 1889 als Amneris in Giuseppe Verdis Aida in Stockholm und sang dort 1898 die Wagner-Rollen Brünnhilde (Der Ring des Nibelungen) und Ortrud (Lohengrin). Weitere Rollen waren Kundry im Parsifal aus und Isolde in Tristan und Isolde.
1896 trat sie mit Unterstützung Johan Svendsens zum ersten Mal bei den Bayreuther Festspielen auf. Dort wirkte sie bis 1914, meist im Wechsel mit Lilli Lehmann als Brünnhilde. In der Zwischenzeit sang sie auch im Royal Opera House in Covent Garden, im Nationaltheater in Oslo und in der Konzerthalle in Bergen.
Ab 1915 zog sie sich aus Bühnenwelt zurück. Ihr letztes Konzert fand 1923 statt. Sie gab einige Jahre Gesangsunterricht, u. a. Eidé Norena, Agnes Hanson-Hvoslef und Julie Eline Gjestvang.
Am 18. November 1890 heiratete sie den norwegischen Oberstleutnant Hans Peter Francis Gulbranson und erhielt die norwegische Staatsbürgerschaft. Sie hatte drei Töchter.
Im Jahr 1911 erhielt sie die Verdienstmedaille des Königs in Gold.